# Baudour
Baudour est une section de la ville belge de Saint-Ghislain, située en Région wallonne dans la province de Hainaut. C'était une commune à part entière avant la fusion des communes de 1977.

## Géographie

### Situation
Village à forte vocation industrielle, Baudour présente une altitude variant de 18 m au sud à 99 m dans le bois de Baudour. Il est traversé d’ouest en est par le canal Nimy-Blaton-Péronnes. Le village est également desservi par la route N50, qui passe au centre de son territoire.

## Évolution démographique
- Sources : INS, Rem. : 1831 jusqu'en 1970 = recensements, 1976 = nombre d'habitants au 31 décembre.
- 1849 : Scission du hameau de Lahaine (2,62 km2 et 248 habitants) annexé à la commune de Boussu
- 1883 : Scission de Tertre (8,55 km2 et 1 988 habitants) érigé en commune indépendante.

## Histoire
Baudour nous a laissé des traces du Paléolithique, du Néolithique, des Gaulois et de la période romaine (nécropoles).
Baudour était, durant l'Ancien Régime, l'une des douze pairies du Hainaut. La maison de Ligne y possède autrefois son château, dont quelques traces sont aujourd'hui visibles dans le parc communal. Au XIVe siècle, le bâtiment carré, entouré de douves, était haut de deux niveaux.
Au XVIIIe siècle, c'est une longue bâtisse de dix-sept travées sur deux niveaux en briques et pierre, qui compte des chaînages à refends et des baies à arc surbaissé de style classique français, couverte d'un toit en bâtière et de toitures à la Mansart sur les angles. 
Une manufacture de porcelaines y a existé.
Au XXe siècle, sont exploitées des sources minérales ferrugineuses, où se soigne notamment Élisabeth de La Rochefoucauld.
En 1977, comme les autres communes du pays, Baudour fusionna avec les communes de Saint-Ghislain, Tertre, Hautrage, Neufmaison, Sirault et Villerot pour constituer la nouvelle entité de Saint-Ghislain de plus de vingt-deux mille habitants.

## Liste des bourgmestres de 1830 à 1977
- Louis Goblet, de 1921 à 1941, (POB).

## Sports et vie associative

### Sports
- Football : A.S.C Baudour (Parc de Baudour ) - Baudour (Centre).

C.D.F Espanola (complexe de douvrain) - Baudour (Douvrain) : 
- Box ;
- Tennis ;
- Volley.

## Personnalités nées dans la localité
- Henri Delmotte, auteur (1822-1884).
- Isabelle Blume (1892-1975), femme politique.
- Michel Daerden (1949-2012), homme politique.
- Éric Godon, comédien né en 1959.
- Jean-Baptiste-Antoine-Joseph (Dom Augustin) Leto (1732-1805), 61e et dernier père-abbé de l'Abbaye de Saint-Ghislain.
- Joeffrey Dath, né le 12 mai 1980 à Baudour, est un animateur radio Belge ayant travaillé sur Radio Contact, Bel RTL et depuis juillet 2022 sur Vivacité (RTBF) également consultant en communication[3],[4].